# Suklaphanta-Wildreservat
Das Suklaphanta-Wildreservat, auch Suklaphanta Wildlife Reserve genannt, ist ein Wildreservat in Nepal. Es nimmt eine Fläche von 305 Quadratkilometer ein und besteht aus Grasland, Wäldern, Flusstälern sowie tropischen Feuchtgebieten in Höhenlagen zwischen 74 und 1.386 Metern. Das Wildreservat wurde 1973 als Royal Suklaphanta Wildlife Reserve gegründet. Die Grenzen des Wildreservats wurden so gelegt, dass der Wildbestand des Reservats in die Siwaliks, die äußerste Vorgebirgskette des Himalayas, migrieren kann. Die Süd- und die Westgrenze des Wildreservats sind identisch mit der Grenze zu Indien. Im Süden grenzt außerdem das Kishanpur-Wildreservat an, das in Indien im Rahmen der Schutzmaßnahmen für Tiger eingerichtet wurde.

## Klima
Das Klima der Region ist subtropisches Monsunklima mit einer jährlichen Niederschlagsmenge von 1.579 Millimeter. Die Monsunzeit fällt in den Zeitraum Juni bis September, die meisten Niederschläge gibt es im August. Die Wintermonate Dezember und Januar sind verhältnismäßig kalt. Die Tagestemperaturen schwanken zwischen 7 und 12 °C, gelegentlich kommt es auch zu Frost. Ab Februar steigen die Tagestemperaturen an, im März kommen Tagestemperaturen bis zu 25 °C vor und gegen Ende April auch 42 °C.

## Vegetation
Das Wildreservat trägt seinem Namen nach dem Grasland (sukla Phanta), das etwa 16 Quadratkilometer der Fläche ausmacht. Es ist die größte zusammenhängende Graslandfläche in Nepal. Zu den wichtigsten Grasarten zählen Imperata cylindrica und Heteropogon contortus. Schilfrohre (Phragmites) sowie Sachharum spontaneum wachsen in den Röhrichten der sieben kleinen Seen. Die Wälder bestehen überwiegend aus Salbäumen. An den Flussufern wachsen Gerber-Akazie und Dalbergien.

## Fauna
Das weiträumige offene Grasland und die Feuchtgebiete rund um die Seen sind Heimat mehrerer seltener Tierarten. In den Flüssen, Seen und Teichen kommen 27 verschiedene Fischarten vor. Hier lebt auch das als gefährdet eingestufte Sumpfkrokodil sowie Heller Tigerpython. Im Gebiet des Wildreservats kommen außerdem Bengalenwarane, Brillenschlange und Kraits vor.

### Säugetiere

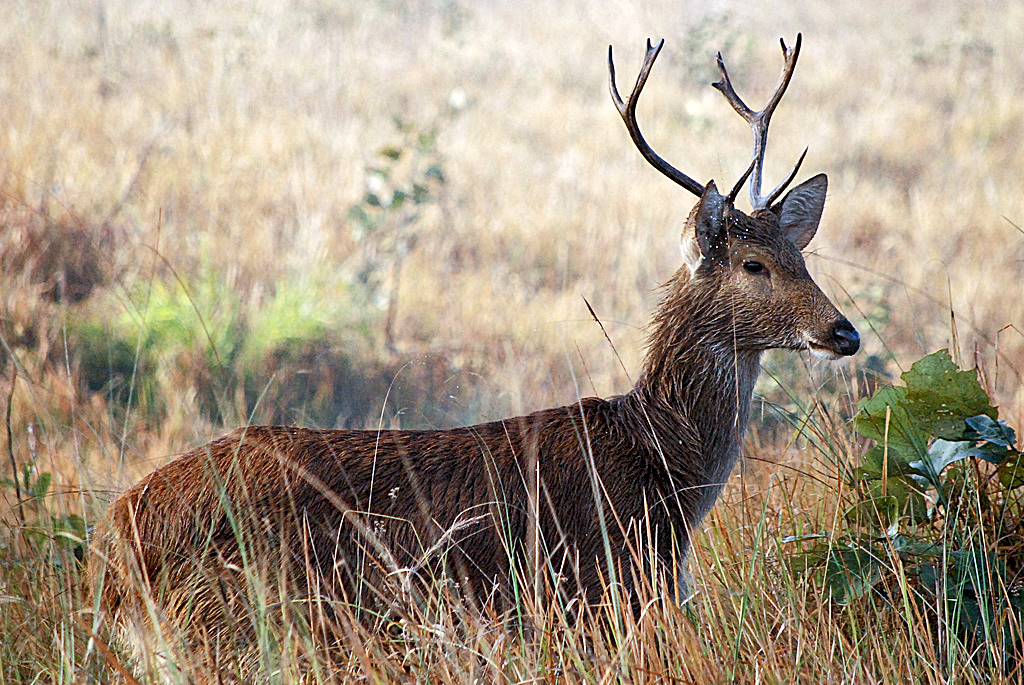
Barasingha

Die Säugetierfauna umfasst insgesamt 46 Arten, von denen 18 unter das Washingtoner Artenschutzübereinkommen fallen. Zu diesen gehören unter anderem der Bengalische Tiger, Leopard, Lippenbär, Barasingha, Asiatischer Elefant und das Borstenkaninchen, von dem man zwischenzeitlich überzeugt war, dass es weltweit ausgestorben sei. Auf Grund der Seltenheit des Borstenkaninchens kommt dem Vorkommen im Wildreservat internationale Bedeutung vor. Der Bestand an Barasinghas ist der größte der Welt.
Einige Panzernashörner aus dem Chitwan-Nationalpark wurden im Gebiet des Suklaphanta-Wildreservats angesiedelt, um damit auf nepalesischem Gebiet eine dritte, überlebensfähige Population zu begründen. Beim Zensus im Frühjahr 2015 wurden acht Nashörner gezählt.

### Avifauna
Auf dem Gebiet des Wildreservats wurden bislang 423 verschiedene Vogelarten gezählt. Das Reservat stellt die westliche Verbreitungsgrenze des sehr seltenen Sumpffrankolins dar. Auch der Jerdon-Schmätzer (Saxicola jerdoni), der Katzengrassänger (Griminicola bengalensis), die Rotkäppchentimalie (Timalia pileata) und die Goldaugentimalie (Chrysomma altirostre) haben hier ihr westlichstes Verbreitungsgebiet. Das Wildreservat ist außerdem die östliche Verbreitungsgebiet für den Großschnabelweber (Ploceus megarhynchus) und das wichtigste Überwinterungsgebiet des Mattenschmätzers (Saxicola insignis).
Zu den im Gebiet häufiger vertretenen Vogelarten zählen Wasserralle, Schafstelze, Zwergtaucher, Graseule, Palmtaube, Barttrappe, Großer Brachvogel und Nacktzügelsänger (Chaetornis striatus).

## Einzelbelege
1. ↑  Shrestha, S. 80
2. 1 2 3 4 5  Baral, H.S., Inskipp, C. (2009) The Birds of Sukla Phanta Wildlife Reserve, Nepal. Our Nature (2009) 7: S. 56–81
3. ↑  Shrestha, S. 80
4. ↑  Rhino population up. (Memento des Originals vom 26. Mai 2015 im Internet Archive)  Info: Der Archivlink wurde automatisch eingesetzt und noch nicht geprüft. Bitte prüfe Original- und Archivlink gemäß Anleitung und entferne dann diesen Hinweis. Kantipur.com, 5. Mai 2015.
5. ↑  Shesthar, S. 81
6. ↑  Shrestha, S. 81